# سعيدة بضم السين (اسم)
سعيدة بضم السين هو اسم علم مؤنث من أصل عربي، ومعناه هو ذات الحظ الحسن الفرحانة، وقد يصغرونه فيقولون «سُعَيْدَة».

## وصلات خارجية
- موسوعة السلطان قابوس لأسماء العرب نسخة محفوظة 5 أبريل 2019 على موقع واي باك مشين.